# Decoding Annie Parker
Decoding Annie Parker (Brasil: Unidas Pela Vida / Portugal: O Gene Rosa) é um filme de drama de 2013 escrito e dirigido por Steven Bernstein. O filme é estrelado por Samantha Morton, Helen Hunt e Aaron Paul. O filme conta a história de Annie Parker  e a descoberta do gene do câncer de mama BRCA1.

## Sinopse
Annie Parker, de 11 anos, está vivendo uma vida jovem e perfeita, amada por todos e especialmente por sua mãe, pai e irmã mais velha. Mas nenhum deles sabe que algo horrível está perseguindo sua família perfeita. Em uma tarde de outono em 1976, a jovem Annie ouve um barulho no andar de cima. Sua mãe desmaiou e morreu, e uma espiral decrescente agonizante começa.
Na UC Berkeley, uma brilhante geneticista pesquisadora chamada Mary-Claire King está embarcando em uma espécie de cruzada pessoal para descobrir as raízes genéticas do câncer de mama. Ainda na casa dos vinte anos, ela já fez uma descoberta famosa que foi capa da prestigiosa revista Science - quantificar a variação genética entre humanos e chimpanzés.  Mas sua convicção de que há uma base hereditária para pelo menos algumas formas de câncer de mama não é amplamente compartilhada. No entanto, sua pesquisa incansável ao longo da década de 1980 terminaria em uma descoberta médica - a descoberta da localização do gene do câncer de mama hereditário BRCA1 - considerada uma das descobertas científicas mais importantes do século XX.
Aos 19 anos, após a morte repentina de seu pai, Anne se casa com Paul e logo está grávida. Ela luta para encontrar um caminho no mundo com seu marido, igualmente jovem, mas equivocado, e sua irmã mais velha, Joan Parker, que tenta se tornar uma mãe substituta de Anne. Mas, cruelmente, Joan contrai o mesmo câncer que matou sua mãe e, em poucos meses, ela também está morta.
Annie é diagnosticada com a mesma doença que matou sua mãe e irmã — câncer de mama. É grave, e logo se segue a cirurgia e a quimioterapia, com todas as dificuldades que a acompanham. Ela perde o cabelo e, se isso não bastasse para durar, seu marido, nunca realmente maduro ou estável, começou um caso com Louise, a melhor amiga de Anne, e a deixa. Paul logo é diagnosticado com câncer e expira pouco antes de ela ser diagnosticada com um segundo câncer.
Enquanto Annie luta, King persegue sua crença de que algumas formas de câncer de mama e de câncer de ovário têm uma base hereditária. Enquanto ela captura as manchetes por seu trabalho, aplicando impressões digitais de DNA para ajudar a reunir "os desaparecidos" com suas famílias na Argentina, sua prioridade é mapear o gene do câncer de mama. King se concentra em coletar famílias com uma incidência particularmente alta de câncer de mama, suspeitando que esses casos têm maior probabilidade de revelar qualquer predisposição genética. Os avanços no mapeamento genético ao longo da década de 1980 gradualmente permitiram que sua equipe embarcasse em estudos para mapear a localização do gene BRCA1. Finalmente, em 1990, King e sua equipe encontraram evidências conclusivas ligando marcadores de DNA no cromossomo 17 com uma falha hereditária em um gene chamado BRCA1. O trabalho foi apresentado na conferência da Sociedade Americana de Genética Humana em Cincinnati, e publicado na Science pouco tempo depois.
Mary Claire King acabou na capa da Time, e Anne Parker finalmente teve a resposta que ela mesma procurava há muito tempo. Anne Parker casou-se felizmente de novo e, alguns anos depois, contrai o câncer pela terceira vez. E sobrevive novamente. E ela ria enquanto era tratada, por razões que só ela conhecia e entendia.
- Samantha Morton como Annie Parker
- Helen Hunt como Mary-Claire King
- Aaron Paul como Paul
- Rashida Jones como Kim
- Richard Schiff como Sr. Allen
- Bradley Whitford como Marshall Parker
- Bob Gunton como Dr. Benton
- Alice Eve como Louise
- Maggie Grace como Sarah
- Corey Stoll como Sean
- Ben McKenzie como Tom
- Mageina Tovah como Ellen
- James Tupper como Steve
- Kate Micucci como Rachel
- Spencer Garrett como David
- Marley Shelton como Joan Parker
- Robert Pine como Dr. Frank
- Chris Mulkey como Ralph Parker

## Produção
As filmagens começaram em outubro de 2011 e terminaram em novembro de 2011. A pós-produção foi concluída em 2012.

## Prêmios
- O diretor Steven Bernstein recebeu o Prêmio Alfred P. Sloan de Longa-Metragem no Festival Internacional de Cinema de Hamptons 2013.
- Samantha Morton recebeu o prêmio Golden Space Needle de Melhor Atriz no Festival Internacional de Cinema de Seattle de 2013 por sua interpretação de Annie Parker.

Festival Internacional de Cinema de Milão 2014
- Steven Bernstein foi indicado como Melhor Diretor.
- Steven Bernstein, Adam Bernstein e Michael Moss foram indicados como Melhores Roteiristas.
- Samantha Morton foi indicada como Melhor Atriz por sua interpretação de Annie Parker.
- Helen Hunt ganhou o prêmio de Melhor Atriz Coadjuvante por sua interpretação da Dra. Mary-Claire King.
- Aaron Paul ganhou o prêmio de Melhor Ator Coadjuvante por sua interpretação de Paul.
- Ted Hayash foi indicado como Melhor Diretor de Fotografia.
- Douglas Crise foi indicado como Melhor Editor.

## Lançamento
O filme foi lançado internamente pela Entertainment One Films simultaneamente nos cinemas e em vídeo sob demanda em 2 de maio de 2014.